# Opwekking (christendom)
Opwekking (Engels: revival) of (religieuze) opleving is een periode van geestelijke vernieuwing binnen het protestantse christendom, vooral in de angelsaksische cultuur. Een dergelijke opwekking kenmerkt zich door massale bekeringen tot het christelijk geloof en in een gedragsverandering bij de bekeerde.
Door een buitengewoon werk van de Heilige Geest zouden geestelijk ingeslapen gelovigen wakker worden, zouden naamchristenen daadwerkelijk gaan geloven en zouden niet-christenen tot geloof en bij de kerk komen. De nadruk ligt hier op het werk van de Geest en niet het werk van mensen. Een opwekking begint vaak met een sterk zondebesef, het belijden van zonden, bekering, de gave van de zekerheid van het heil en levensheiliging. Doordat al bestaande kerkleden zich bekeren, worden kerken ook aantrekkelijker voor niet-christenen. 
Een opwekking leidt ook tot wijdverbreide liefdadigheid en kan bij grote aantallen een grote invloed hebben op de maatschappij.
Binnen bepaalde christelijke groepen wordt een grote wereldwijde opwekking verwacht voor de wederkomst van Jezus Christus. Binnen met name de Pinksterbeweging betekent een opwekking niet alleen kerkgroei, maar ook de komst van de buitengewone gaven van de Geest, tongentaal, gebedsgenezing en wonderen.
De Noord-Amerikaanse opwekkingsprediker Jonathan Edwards noemde vijf aspecten die typerend zijn voor een opwekking: 
1. de werking van Gods Geest is universeel,
2. er worden grote aantallen mensen in korte tijd wedergeboren,
3. Gods Geest werkt in korte tijd bij velen een geestelijke doorbraak,
4. er is een grote geestelijke diepgang
5. de opwekking breidt zich uit naar andere plaatsen.[1]

## Lijst van bekende opwekkingen
Hieronder volgt een lijst van bekende opwekkingen. Deze lijst is niet objectief vaststelbaar, omdat er geen precieze criteria zijn om vast te stellen of iets een opwekking is. Sommige van de genoemde gebeurtenissen zullen daarom ook niet door iedereen als opwekking getypeerd worden.
- Pinksteren onder de eerste christenen (ong. 30 n.Chr.)
- Reformatie (1517)
- First Great Awakening (1720-1740)
- Nijkerkse beroeringen (1749-1752)
- Second Great Awakening (1800-1830)
- Réveil (1815-1865)
- Opwekking in New York (1857-1859)
- Opwekking in Wales (1904)
- Azusa Street Revival (1906)
- Opwekking van Pyongyang (Korea)(1909)
- Asbury Awakening (1970)
- Toronto Blessing (1994)
- Brownsville Revival (1995-2000)
- Lakeland Revival (2008)